# Třebětice (Zlín)
Třebětice é uma comuna checa localizada na região de Zlín, distrito de Kroměříž.